# Objeto inicial
Na teoria das categorias, um objeto inicial de uma categoria {\displaystyle C} é um objeto {\displaystyle s\in C} tal que, para cada objeto {\displaystyle x\in C}, há exatamente um morfismo {\displaystyle s\to x}. Dualmente, um objeto terminal (ou final) de {\displaystyle C} é um objeto {\displaystyle t\in C} tal que, para cada objeto {\displaystyle x\in C}, há exatamente um morfismo {\displaystyle x\to t}. Um objeto zero é um objeto que é simultaneamente inicial e final.
Objetos iniciais (se existem na categoria) são únicos a menos de único isomorfismo; mais precisamente, se {\displaystyle s,s'} são ambos iniciais, há únicos morfismos {\displaystyle f:s\to s',\,g:s'\to s}, e {\displaystyle f\circ g=1_{s'},\,g\circ f=1_{s}} pela definição de objeto inicial. Dualmente, objetos terminais são únicos a menos de único isomorfismo.

## Exemplos
- Na categoria {\displaystyle {\mathsf {Set}}} dos conjuntos, o objeto inicial é o conjunto vazio (a função {\displaystyle \emptyset \to X} é a função de gráfico vazio), e cada conjunto {\displaystyle \{x\}} de um elemento é terminal.
- Na categoria {\displaystyle {\mathsf {Grp}}} dos grupos, o grupo nulo é simultaneamente inicial e terminal, logo é um objeto zero.[1]
- Conceitos da teoria das categorias, como functores representáveis, limites e colimites, podem ser expressos como objetos iniciais ou terminais numa categoria adequada.[3]

## Existência
O teorema de existência de objeto inicial de Freyd diz que, se {\displaystyle D} é uma categoria pequeno-completa e com conjuntos {\displaystyle \hom } pequenos, {\displaystyle D} tem objeto inicial se e só se satisfaz:
Existe conjunto pequeno {\displaystyle I} e família {\displaystyle \{k_{i}\}_{i\in I}} de objetos de {\displaystyle D}, tal que, para cada {\displaystyle d\in D}, há morfismo {\displaystyle k_{i}\to d} para algum {\displaystyle i\in I}.
| Demonstração |
| --- |
| A parte "só se" segue da definição de objeto inicial. Reciprocamente, seja {\displaystyle \{k_{i}\in D\}_{i\in I}} como acima. Como {\displaystyle D} é pequeno-completa e {\displaystyle I} é pequeno, há produto {\displaystyle w=\prod _{i\in I}{k_{i}}} em {\displaystyle D}. Já que {\displaystyle \hom _{D}(w,w)} é pequeno, há equalizador {\displaystyle e:v\to w} do conjunto de todos os morfismos {\displaystyle w\to w}. {\displaystyle {\begin{array}{r c l c l}&&&\scriptstyle {f,g}\\u&{\xrightarrow {e'}}&v&\rightrightarrows &d\\{\scriptstyle {s}}\uparrow &&\downarrow \scriptstyle {e}&&\uparrow \\w&&w&{\xrightarrow {p_{i}}}&k_{i}\end{array}}} Para cada {\displaystyle d\in D}, há então alguma seta {\displaystyle v\to d}, a saber, uma composição da forma {\displaystyle v{\xrightarrow {e}}w{\xrightarrow {p_{i}}}k_{i}\to d}. Para mostrar que {\displaystyle v} é inicial, basta mostrar que quaisquer setas {\displaystyle f,g:v\to d} coincidem. Considere o equalizador {\displaystyle e':u\to v} de {\displaystyle f,g}. Há seta {\displaystyle s:w\to k_{j}\to u}, logo {\displaystyle e\circ e'\circ s:w\to w}. Já que {\displaystyle e} é equalizador dos morfismos {\displaystyle w\to w}, {\displaystyle (e\circ e'\circ s)\circ e=1_{w}\circ e=e\circ 1_{v}.} Como equalizadores são monomorfismos, {\displaystyle e'\circ s\circ e=1_{v}}. Então, de {\displaystyle f\circ e'=g\circ e'}, {\displaystyle f=f\circ e'\circ s\circ e=g\circ e'\circ s\circ g=g,} como requerido. |

O teorema especial de existência de objeto inicial de Freyd diz que, se C é categoria pequeno-completa, com conjuntos hom pequenos, tem família cosseparadora T pequena e é tal que toda família de monomorfismos de mesmo contradomínio tem produto fibrado (noutras palavras, toda coleção de subobjetos tem ínfimo), então C tem objeto inicial.
| Demonstração |
| --- |
| Denote por q o produto dos objetos em T, e seja i → q o produto fibrado de todos os monomorfismos para q. Mostra-se que i é objeto inicial. Que T é cosseparador equivale a que, para cada c ∈ C, a seta {\displaystyle f_{c}:c\to \prod _{k\in T}\prod _{h:c\to k}k,} com componentes ph : c → k ∘ pk ∘ fc = h é monomorfismo. Também há a seta {\displaystyle g:\prod _{k\in T}k\to \prod _{k\in T}\prod _{h:c\to k}k,} com componentes ph : c → k ∘ pk ∘ g = pk. Forma-se o produto fibrado: {\displaystyle {\begin{array}{c c l}r&\rightarrow &c\\\downarrow &&\downarrow f_{c}\\q&{\xrightarrow {g}}&\prod _{k\in T}\prod _{h:c\to k}k.\end{array}}} Como fc é monomorfismo, r → q também é monomorfismo; pela definição de i, há seta i → r, e, em particular, há seta i → r → c. Se houvesse mais de uma seta i → c, o equalizador entre elas seria um subobjeto próprio de i, contradizendo a definição de i. Portanto, há única seta i → c. |